# Cieza (kommun i Spanien, Murcia)
Cieza är en kommun i Spanien. Den ligger i den autonoma regionen Murcia i södra delen av landet, 300 km sydost om huvudstaden Madrid. Antalet invånare är 35 361 (2024).  Arean är 366,25 kvadratkilometer. Cieza gränsar till Abarán, Ricote, Mula, Calasparra, Hellín och Jumilla. 